# 新港東線

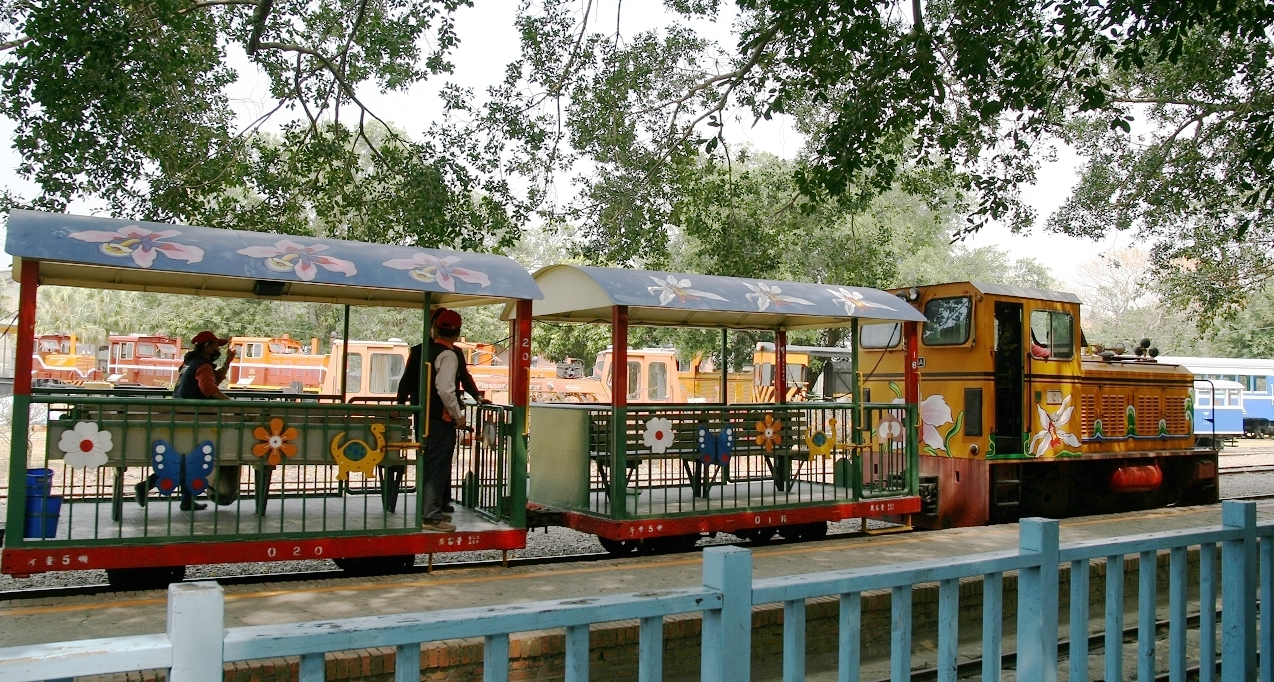
停靠烏樹林車站的觀光列車

新港東線，為位於臺灣臺南市後壁區，由臺灣糖業股份有限公司臺南區處經營之輕便鐵路。

## 路線資料
- 經營管轄：臺灣糖業
- 路線距離：烏樹林＝新頂埤間2.7km
- 軌距：762mm
- 車站數：3（客運）
- 雙線區間：無
- 電化區間：無

## 簡介

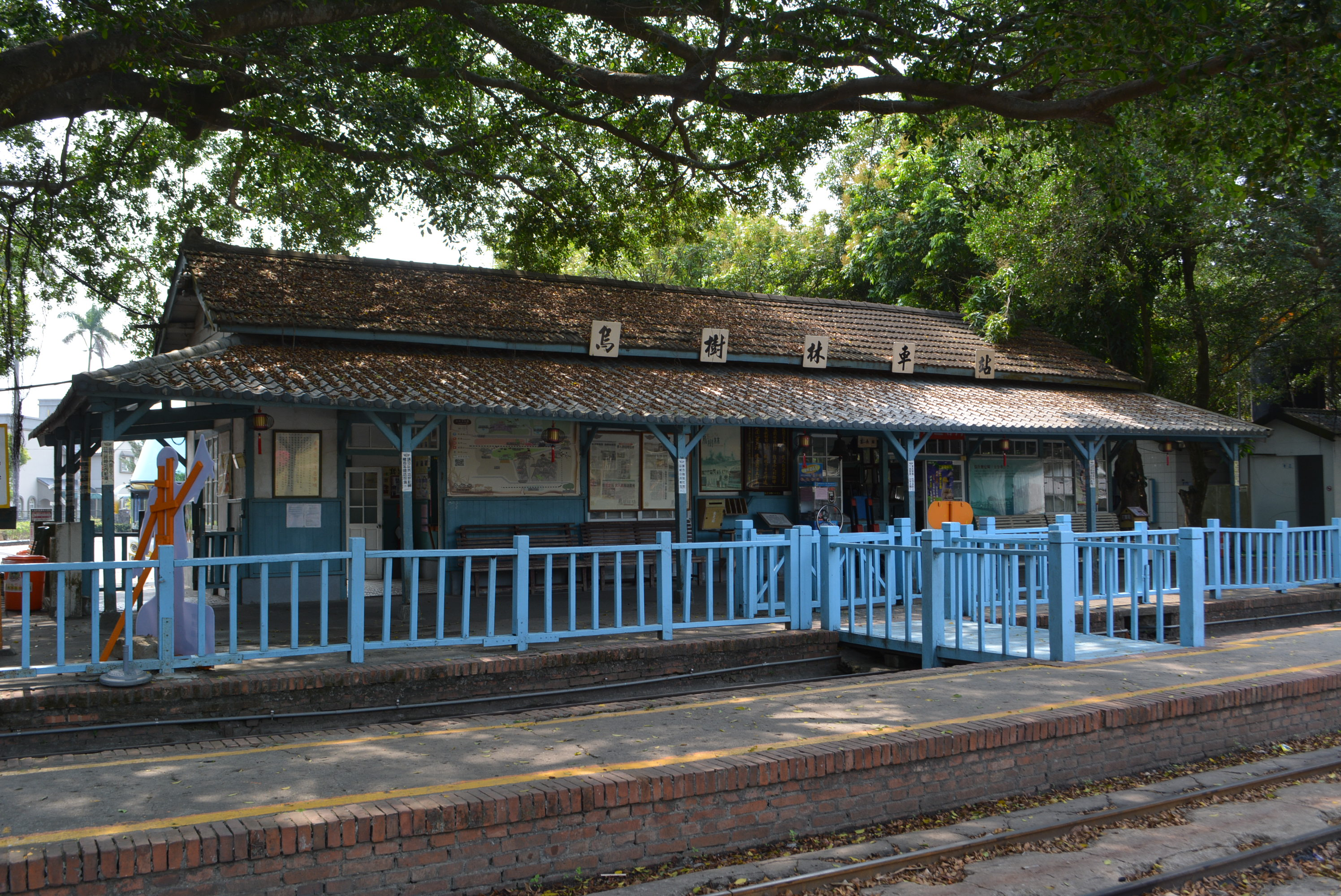
烏樹林車站

係最早復駛的糖業鐵路觀光線，由臺南藝術大學與新營糖廠合作，沿途為典型嘉南平原田野風光。起點烏樹林車站保留舊貌至今，是最大特色。
烏樹林＝分歧旗站信號所之間，為昔日營業線──烏樹林線，之後路段為專用線「新港東線」，觀光列車行駛至新頂埤，全長3.2公里。2006年起，營業區間縮短500米，以頂寮為終點，新建旅客月台，唯站名仍沿用新頂埤。
觀光列車行駛方式為：烏樹林（上客）→分歧旗站信號所→新頂埤（停車並折返）→分歧旗站信號所→內埕（下客）→烏樹林。回程列車安排旅客在內埕車站下車，引導進入旁邊的賣場及展覽館。
台灣國際蘭展期間有開往蘭花園區站（台灣蘭花生物科技園區）的列車。

### 未來計畫（終止）
由於新港東線穿越之臺糖土地擬配合魏德聖電影《臺灣三部曲》興建「臺灣三部曲歷史文化園區」、重建熱蘭遮城，現已有鐵道改線，並於園區入口新設大員車站之構想。

## 車站一覽
內埕 - 烏樹林 - （分歧旗站信號所）- 新頂埤

## 歷史
- 2001年12月22日 - 舉辦「烏樹林五分車懷舊之旅」，以短程觀光復駛。
- 2003年3月5日 - 因受同月1日阿里山出軌事故影響，遭檢舉為無照營運而由總公司下令暫停行駛。
- 2003年6月26日 - 交通部同意烏樹林、蒜頭、溪湖、橋頭等廠客運執照補發。
- 2003年8月4日 - 交授管一字第0920097350號函核准行駛，復駛至今。
- 2006年 - 截短行駛至頂寮，營業區間由3.2km減少至2.7km，唯站名仍沿用新頂埤。
- 2011年11月5日 - 勝利號和成功號汽油客車復駛。

## 外部連結
- 新營鐵道文化園區 （页面存档备份，存于），臺灣糖業